# 家族対抗チャンスクイズ
『家族対抗チャンスクイズ』（かぞくたいこうチャンスクイズ）は、東海テレビほかで放送された視聴者参加型のクイズ番組。製作局の東海テレビでは1978年10月6日から1984年3月30日まで、毎週金曜 19:00 - 19:30 (JST) に放送。

## 概要
毎回家族で結成した4人1組のチーム（主に父親・母親・小学生の子供）×4組が出場していたクイズ番組で、そのうちの2チームずつが対戦しあうトーナメント方式で進行していた。司会はなべおさみが、出題は矢島寿美子が担当。キー局のフジテレビ『クイズグランプリ』、毎日放送『アップダウンクイズ』、テレビ朝日『クイズタイムショック』の名古屋版とも呼べる内容の番組で、クイズも正統派の知識クイズが出題されていた。スタジオにはTBS『クイズ100人に聞きました』や朝日放送『霊感ヤマカン第六感』でも使われていたリアプロジェクション式の9画面のマルチスクリーンが設置されていたが、この番組のものは一旦画面が消えてから別の画面へと移っていた。途中からなべおさみが大野しげひさにバトンタッチ。
1984年3月に番組終了。5年半の放送に幕を降ろした。

## ルール
第1回戦と第2回戦の前半で出題されるクイズ4問は個人戦で、両チームの代表者1人ずつがスタジオ中央の早押し席で解答権を奪いあっていた。チームメイトとの相談は不可。スタジオセットのスクリーンに表示された番号を選択するとヒントのパネルが表示され、解答者はその後に読まれるクイズに早押しで答えていった。正解するとヒントのパネルが得点表示に変わり、それが各自の持ち点としてプールされていったが、不正解だと得点板上に×マークが付けられた上に、解答権を一時剥奪されるペナルティも課された。当初はフジテレビ『クイズ・ドレミファドン!』のバッテンマスクと同種の、「ムッ!」の文字入りマスクの着用が課せられていたが、後期では×マークが付いたボックスに入る方式になった。
後半4問はチームメイト全員で参加する団体戦で、こちらはチームメイトとの相談は可能。スクリーンには10点から50点までの得点パネルがランダムに隠されていた。第9問目は「チャンスクイズ」で、チーム全員で解答をし、正解するとそれまでの合計得点が倍になり、不正解だと合計得点が半分にまで減らされた。そして、最終的に得点の多かったチームが決勝戦へと進出した。
決勝戦では、チームメイト全員で出題クイズ全てに早押しで答える方式で進行した。当初は出題数が4問で、最後の第4問目がチャンスクイズに割り当てられていたが、後に9問になり、チャンスクイズも第9問目になった。スクリーンにはやはりヒントと得点のパネルが隠されていたが、得点は20点から100点までとそれまでの倍になっていた。この決勝戦で最終的に得点の多かったチームがトップ賞となり、賞品獲得となる。
トップ賞に輝いたチームには、ルックJTB（当時は日本交通公社）で行くハワイ旅行を賭けての「ハワイ旅行・チャンスクイズ」に挑戦する権利が与えられた。このクイズではスクリーンに8枚のパネルが表示されていたが、出題数は4問だった。1人1問1答方式で、チームメイト全員が順番に解答していったが（相談可）、単にクイズに答えるだけでなく、隠された得点パネルも考慮せねばならなかった。最終的に全員の合計得点が200点以上になると、パネル周りの電飾が回転して灯りながら天井から大量の紙吹雪と紙テープが降りハワイ旅行獲得となる（紙吹雪は当初はこの演出は無く、電飾のみ）。
パネルを1つ選ぶとヒントが出たが、後期では問題の文章との3択方式になった。このクイズでは早押しは不要で、正解すると隠された得点（決勝戦と同じ点数）がプールされていった。不正解であってもペナルティは特に無く、得点が入らないだけだった。
このハワイ旅行・チャンスクイズでは、問題のレベルが比較的高く、4問しか出題されないため、『クイズタイムショック』の1分間12問全問正解やチャンピオン5週連続勝ち抜きの様にハワイ旅行の達成が難しく、気が遠い内容である。
チームに贈られる賞金は合計得点から算出され（ハワイ旅行・チャンスクイズでの得点も含む）、10点につき1000円が贈られた。後に、ハワイ旅行と賞金と合わせて総額100万円の賞が贈られるようになった。

## 放送局
この番組は、当初は製作局の東海テレビのみで放送されていたが、後に系列局の北海道文化放送でも土曜13:00からの遅れネットで放送されるようになった。さらには、前番組『音楽クイズ・セクションフォー』をネットしていた鹿児島テレビや、系列外局のサンテレビでも放送された。
北海道文化放送は当時、北海道地区におけるテレビ東京系番組の受け皿局を兼ねていた関係から、それまでは関西テレビ製作の『凡児の娘をよろしく』から『三枝の爆笑美女対談』までを同じ土曜13:00からの時差スポンサードネットで放送してきたが、それを同時ネットへと移行させ、代わりに同枠でこの番組を放送するようになった。

## 補足
- 問題作成者の1人に、フジテレビ『クイズグランプリ』とTBS『クイズダービー』で問題作成に携わっていた林利根男がいた。
- スタジオセットと番組演出が『100人に聞きました』に似通っている。
- 『100人に聞きました』と同様に、対戦前にはチーム同士での握手が行われていた。前期では1対1の対戦クイズの際に握手を交わしていたが、後期では解答者の紹介が行われた後、なべが「勝っても負けても恨みっこなし!はい!握手!!」と言うのに合わせて行われていた。
- 東海テレビの系列紙である中日新聞のテレビ欄の解説にはいわゆる「ネタバレ」が書いてあった。
- 勝利ファンファーレ、トップ賞ファンファーレ（こちらは同一）、ハワイ旅行達成のファンファーレは前番組の『音楽クイズ・セクションフォー』と全く同じものを引用していた。
- フジテレビ系列局が金曜19:00 - 20:00枠で『春だとびだせ！うる星やつらスペシャル』を放送した1982年4月2日も、東海テレビでは『家族対抗チャンスクイズ』を19:30まで放送。東海テレビの『うる星やつらスペシャル』は、30分短い19:30からの開始だった。

| 東海テレビ 金曜19:00枠                         | 東海テレビ 金曜19:00枠                            | 東海テレビ 金曜19:00枠                           |
| 前番組                                         | 番組名                                            | 次番組                                           |
| ---------------------------------------------- | ------------------------------------------------- | ------------------------------------------------ |
| 音楽クイズ・セクションフォー （19:00 - 19:30） | 家族対抗チャンスクイズ （1978年10月 - 1984年3月） | まるごとハワイへチャンスクイズ （19:00 - 19:30） |